# Wspólnota administracyjna Burgebrach
Wspólnota administracyjna Burgebrach – wspólnota administracyjna (niem. Verwaltungsgemeinschaft) w Niemczech, w kraju związkowym Bawaria, w rejencji Górna Frankonia, w regionie Oberfranken-West, w powiecie Bamberg. Siedziba wspólnoty znajduje się w miejscowości Burgebrach. Powstała 1 maja 1978.
Wspólnota administracyjna zrzesza gminę targową (Markt) oraz gminę wiejską (Gemeinde):
- Burgebrach, gmina targowa, 6 440 mieszkańców, 87,88 km²
- Schönbrunn im Steigerwald, 1 885 mieszkańców, 24,67 km²